# 本庄村 (兵庫県武庫郡)
本庄村（ほんじょうむら）は、明治22年（1889年）4月1日から兵庫県に存在した村で、当初菟原郡、後武庫郡に属した。
阪神電気鉄道の開通により都市化が進み、宅地化と工業地化の両方が進行した。昭和2年（1927年）3月神戸都市計画区域へ編入され、昭和25年（1950年）10月1日に神戸市に編入されて東灘区の一部（本庄地域）となった。

## 地理
海岸沿いの平坦な土地であり、最高2m突半。

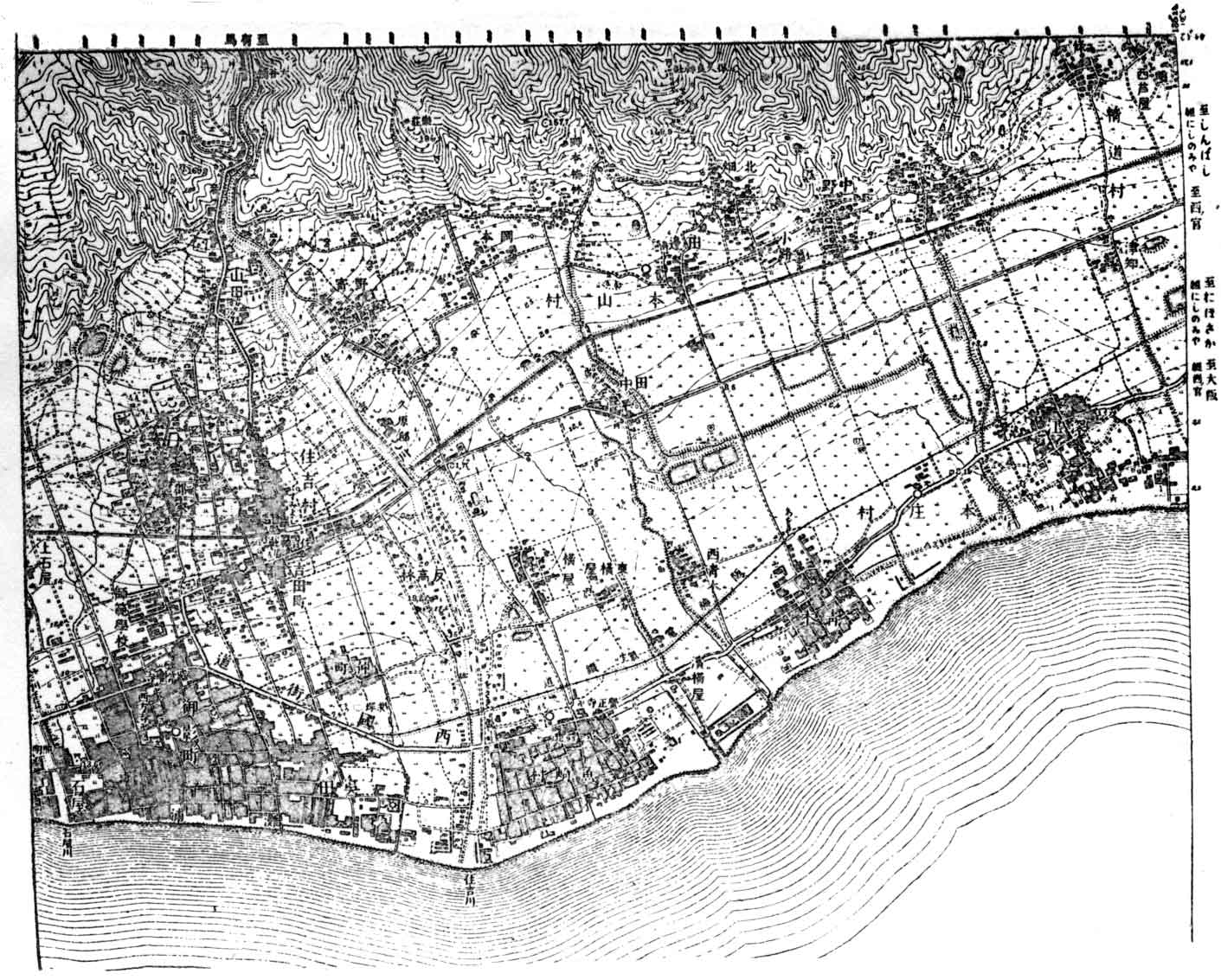
条里制の水路と言われる横川が西から東に流れる。

河川は北の本山村から流れ出た横川が西から東に流れ、大字深江の西北部で四ツ松川、串田川を合わせて、深江の西方で高橋川と呼ばれて海に入っていた。本山村岡本の大谷川の下流西川が魚崎村との西の境を為していた。
昭和初期に行われた河川改修により、横川は廃川とされて高橋川が本流となり、大谷川は天上川の支流として繋げられた。
その他津知川や安馬場川、精道村（後の芦屋市）との境を為していた傍示川などの極小河川があった。

## 産業

### 漁業
農商務省の明治27年（1884年）の調査『水産事項特別調査』では深江の漁業者42戸144人・水産加工業7戸32人（乾イワシ中心）。1903年に深江浦漁業組合・青木浦漁業組合設立。員数は1910年の『兵庫県統計書』によると深江76人、青木37人。深江はイワシ地曳網漁業とハゼ建網、青木はイワシ地曳網・アサリ漁業・ハマグリ漁業をしていた。

### 酒造
近世には灘五郷のうち上灘東郷（魚崎郷）に属し、最盛期には青木・深江の醸造高は二万石に及んだ。しかし灘で行われた水車精米はこの地区では行われず、足踏み精米であったために品質がよくなく、東京以外の地方での販売を主とせざるを得なかった。
更に酒税の増加と価格の下落、防腐剤や唐辛子を使用したり水を加えて石高を増加させるなどで販売不振を招き、青木では廃業が続発した。1896年の酒造税の改則により止めをさされ、1900年頃には青木の酒造は全廃した。それに対し、深江では酒造が続けられた。

### 焼酎・酢
灘五郷の酒粕を元にした焼酎の醸造も盛んであった。最盛期には40の醸造家が2500石を製造していた。これも1896年の酒造税の見直しにより衰退。1892年には名古屋の清酢醸造家笹田伝左衛門が青木の寺田一郎右衛門の酒蔵を買い入れ、川島銀太郎を代務人として翌1893年から酢の醸造を始めた。商号は「丸勘」で、後に「マルカン酢」と改めた。

### 素麺
この地方産の素麺は「灘目素麺」「上方素麺」として江戸に運ばれ、本庄村では代表的な産業であった。天保年間に青木の木村重左衛門が大和三輪素麺の製法を伝えたことが始まりである。
しかし労働力の不足、競争の激化などで日清戦争を境に急激に減少した。
大正10年（1921年）頃には青木・西青木に若干の製造家を残すのみとなったが、昭和5年時点で7350貫、価額6550円で、武庫郡では抜きん出ていた。昭和期の『兵庫県管内工場一覧』には青木の薩谷製麺工場（明治2年創業）がみられる。

## 歴史

### 成立
本庄村は1889年に青木・西青木（魚崎村外三ヶ村戸長役場）・深江（深江村外三ヶ村戸長役場）の各村と横屋・津知各村の飛地と田中村の飛錯地を合わせて成立した。村名は県の方針で荘園名など地域全体を表す古い名称があれば拠ることとして、旧荘園名の本庄（本荘）とした。なお本来の本庄の範囲には西青木村は含まれておらず、芦屋市や本山地域東部に跨る。
詳細は不明だが、成立時には利害対立があったようで、当初郡長は深江・青木の2村での新村を構想しており、1888年9月10日に両村の総代がこれを承認して、新村の役場を両村中央に置くことに決定した。しかし青木村は西青木村を合併することで北畑村（後の本山村の一部）管理下の溜池を本庄村管理にしたり、横川を西青木村内で直流させることで廃川とし堤防地の払い下げを受けるなどを目指したため、合併構想は一旦白紙化としてから再協議となり、結果3ヶ村合併と相成った。しかしこれが明らかになった後も役場は3ヶ村の中央か青木・深江の間かで議論があった（結局青木の深江との境界近くとなった）。本庄村成立後も深江はこれに納得していなかった。郡長が説得に当たったが、1892年12月12日付けで深江村総代が「県庁に出頭した上で村としての意見を述べたい」との願書を郡長へ提出していた。

### 都市化と別荘化
| 年                 | 世帯数 | 人口  |
| ------------------ | ------ | ----- |
| 明治38年（1905年） | 488    | 3021  |
| 明治42年（1909年） | 572    | 3677  |
| 大正3年（1914年）  | 825    | 4027  |
| 大正9年（1920年）  | 1404   | 6140  |
| 大正14年（1925年） | 1719   | 8089  |
| 昭和5年（1930年）  | 1972   | 9437  |
| 昭和10年（1935年） | 2285   | 11141 |
| 昭和15年（1940年） | 2858   | 13737 |

元々本庄村は深江と青木の二ヶ所に中心があり、集落間や北側には耕地が広がっていた。
しかし1905年（明治38年）に阪神本線が開通し、深江駅と青木駅が開設された事により、仕事を求める労働者や海浜別荘地を求める富豪など村外からの移住者が急増して都市化が進行した。
1920年代になると深江の東南部、芦屋に隣接する神楽新田（のち神楽町）を中心として別荘・邸宅が並ぶ海浜住宅地となっていった。戦前には十数軒の外国人別荘が立ち並び、神楽町には深江文化村と呼ばれる洋館群が出現した。
これに対し阪神本線から阪神国道（国道2号）までの地域は区画整理がされたものの、宅地化の進行は戦後の高度成長期まで待たれる事となる。
1921年（大正10年）に本庄村は工業地域（神楽町は除く）として神戸都市計画区域へ編入される訳だが、この時、本庄地域に馬蹄型の運河を掘って阪神国道と接させて一大集散地とし、掘削した土砂で深江の海岸を埋立てようという計画があった。この計画は北の本山村と合同の計画で、阪神間唯一の商工業地が目論まれたものの、莫大な工費がかかる事もあってか、実現はされなかった。
こうして深江東部は別荘地として、青木は工業地としての発展を見ることとなったが、本庄の宅地化は阪神間の他の地域と較べれば緩やかなものであった。
1938年（昭和13年）7月5日、阪神大水害が発生。本庄村は深江・青木地区はほぼ全戸床上浸水の被害を受けた。
第二次世界大戦に入るとアメリカ軍による空爆を受けた。1945年（昭和20年）甲南工場が爆撃された際、また同年6月5日と8月6日に受けた空襲によって死者436名・負傷者225名が出、青木・深江地区の町屋・長屋や農家や漁師の家屋などの伝統建築の多くが焼失し、跡地には最初バラック、ついでモルタル塗りの簡素な木造建築が建てられた。その後国道43号敷設によって最も繁華な市街が立ち退きを受け、さらに平成7年（1995年）の阪神・淡路大震災により数少ない伝統的建築が失われた。

### 船員教育
甲種実業学校として川崎汽船による私立川崎商船学校の設立が認められたのは大正6年（1917年）の事である。校地は大阪府浜寺から兵庫県明石までに至る大阪湾岸を巨細に調査の結果、北に六甲山を望む景勝地たる深江の海岸、高橋川河口西岸が選ばれた。開設にあたり、海浜の砂留め工事の必要があり、敷地内四ヶ所に2間乃至16間の突堤を築くこととなり、これが漁業に支障ありとして大正7年7月、500円の報償を深江浦漁業組合に寄付する契約を結んで、翌4月に納入された。この工事を出願したのは深江に海浜住宅を最初に建設したエドワード・ハズレット・ハンターの長男範多龍太郎である。
1918年4月、航海科30名・機関科20名の計50名が入学。
1919年川崎造船所が川崎汽船より分離すると同時に甲種実業学校程度では国際航路船舶職員の育成に不十分であるとして中学卒業以上の学力を有する者を入学資格とする官立商船学校と同等の専門学校へ昇格させるため、全施設を政府に献納し、1920年8月12日に文部省により神戸高等商船学校が設立され、第二学年までの在校生はそのまま神戸高等商船学校付設商船学校の生徒となり、1923年3月全員の卒業をもってこれを廃した。
更に高橋川河口より北へ35間5分余に護岸工事をし、併せて一部を埋め立てて係船地と斜堤を設けることとなり、1922年10月漁業権に影響を与えるとして深江浦漁業組合に慰藉料2500円の支払い約束をした。
1945年4月1日、高等商船学校の改組により、神戸高等商船学校は商船学校神戸分校となった（1946年3月に廃止）。同時に運輸通信省により海技専門学院が同地同施設を利用して開校した。これには海上実歴のある船員に対して船舶運航に必要な学術技能を教授する目的があったが、同年5月11日と8月6日の空襲により全焼し、魚崎小学校などへ本部を移したまま終戦を迎えた。1946年、芦屋市西蔵町にあった日本海洋報国団の施設を借用して移転し、同年末より深江校舎の修復を始め、1947年5月、一部が復旧し、1948年4月7日に本部が復帰した。1952年に神戸商船大学となり、平成15年（2003年）神戸大学海事科学部、さらに令和3年（2021年）から神戸大学海洋政策科学部となる。

### 水害
室戸台風、さらに1935年の水害に続いて、復旧の不十分なまま昭和13年にも大水害があった（阪神大水害）。6月28日から降り始めた雨が7月5日には豪雨となり、最大時雨量60mm、最大日雨量326mm。死者は557人（うち行方不明76人）、流失家屋1955戸、全潰4039戸。
ただ深江財産区管理会会長志井保治は平成5年にインタビューの際「本庄のあたりは阪神大水害よりも、昭和9年（1934年）の室戸台風の被害の方がすごかったですね。」と述べている。また、その時被害の小さかった本山の人々が握り飯などを持って救援にきてくれたという。
西青木では一年後に、流れてきた当時の巨石を用いて、復興を祈念した石碑を春日神社境内に建立した。

### 川西飛行機甲南製作所

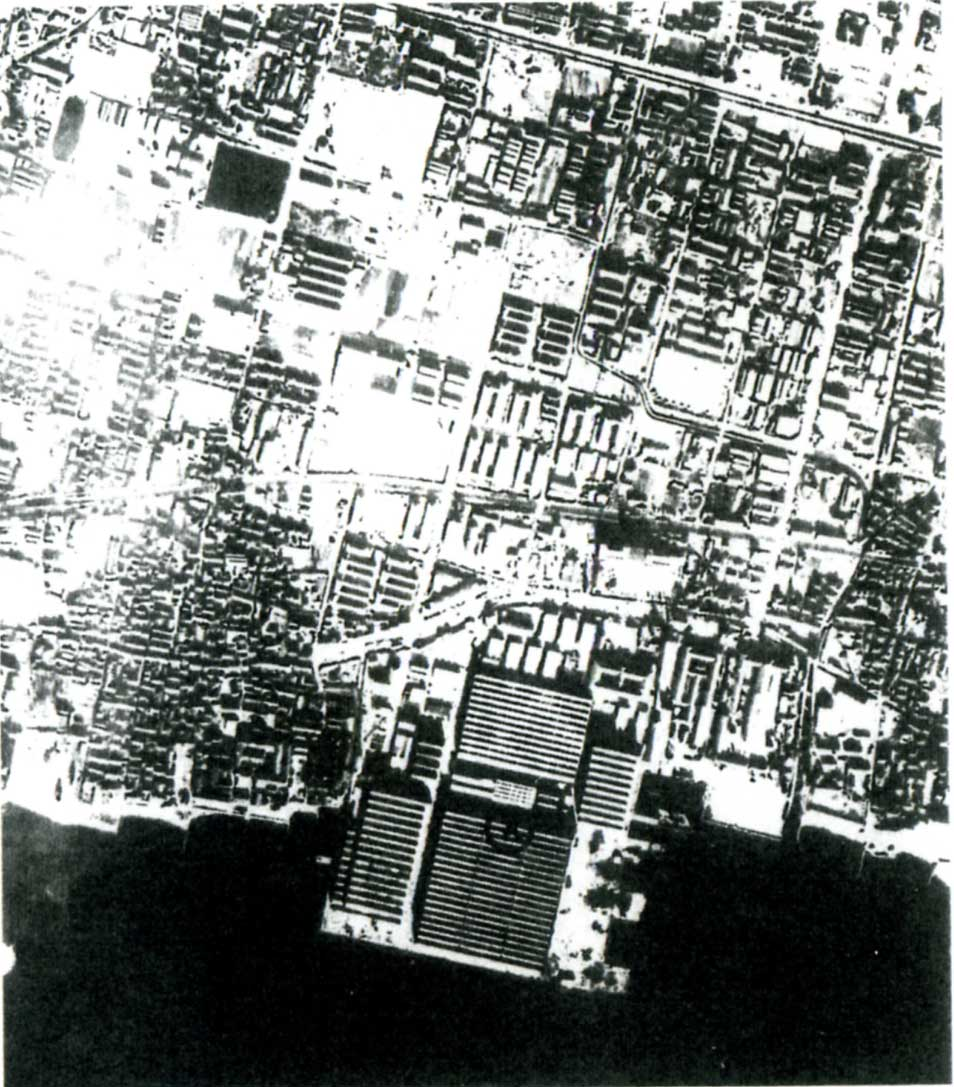
周辺の航空写真

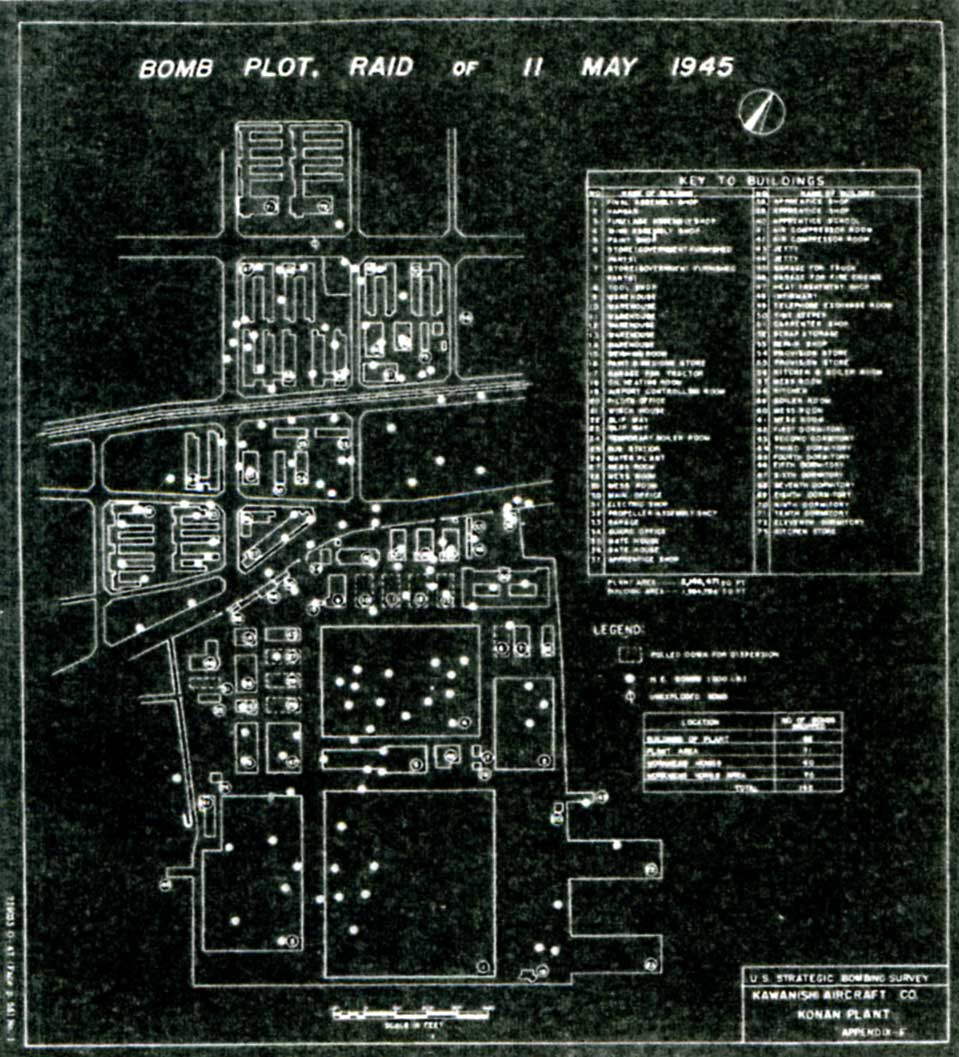
甲南製作所への昭和20年5月の爆撃による500ポンド爆弾の着弾点

川西航空機は、日中戦争が始まると、昭和14年（1939年）甲南製作所の設置を決定した。
当時の青木海岸は田園地帯と松林と葦萩の茂る砂浜であった。ここに土を入れて海岸線を埋め立て、用地を確保した。昭和14年（1939年）11月17日、川西飛行機は兵庫県知事に「公有水面埋立並ニ民有地地上及浚渫願」を出し、本庄村字青木地先公有水面92,547m2を埋め立て、字青木地先45,039m2の砂浜を中心とした民有地に、電動式サンドポンプを装備した浚渫船で送砂して埋めた。予算は130万円。海岸線に平行して幅400m、海岸線から約150m水面に突き出し、砂浜を含め一辺265mの四角形とする計画であった。
青木海岸の埋め立てが始まったのは1941年1月17日からで、5月24日から建物の建設が始まった。極めて大規模な海軍の生産力拡充命令には莫大な費用が必要であり、国家からの特別の助成を受けるために、宝塚製作所とともに土地・建物・機械が「兵器等製造事業特別助成法」の適用を受けた官設民営工場となる事が決まった。かくして1942年4月1日、一部竣工して甲南製作所の生産が始まった。
敷地面積は約23万m2、総建物面積は約19万m2。芦屋川河口から西へ約1.3 km、大阪湾に突き出た埠頭状の土地である。東は海技専門学院・高等商船学校神戸分校があった。主要建物は全て大きな平屋建ての、近代的鉄骨造で、天井の高い、長い鋸歯状の屋根で、不燃性の軽量薄板で覆われていた。大型飛行機の最終組み立て工程を行う総組み立て工場は約44,700m2あり、現在は川西航空機の後身である新明和工業甲南工場として使われている。
甲南製作所では二式飛行艇と極光が製作されていた。軍需工場であったため、昭和20年（1945年）5月21日、B-29の精密爆撃を受け、目標を逸れた爆弾は近隣市街地にまで降り注いだ。

### 戦後復興
戦災復興計画については元々村が1945年11月の村会で独自の復興事業を村長による発案で計画していたが、昭和21年9月に区画整理をもってして戦災地の復興をなす特別都市計画法の公布施行によりこれが中止され、神戸地区と一体での事業が進められた。
復興計画では戦時中無秩序に膨張した工場地を整理し、漁業地区と住宅密集地区を好環境の都市とし、阪神電車以北の宅地化、津知川以東を中流住宅地として美観を保持することとした。具体的には、東南端の樹木の多い景勝地と北部地域を菜園住宅地、旧集落を普通住宅地として、それぞれ標準区画を定めた。新明和工業、宝酒造、笹田商店などがある地域を重工業地、高橋川・天上川沿いの工場地を軽工業地、阪神深江停留所付近を商業区域、青木停留所付近を住宅区域内の店舗区に定めた。
復興土地区画整理事業の設計と規定は1947年7月認可され、8月6日告示された。この中には63,350m2の公園緑地や福井池公園（10万m2）が計画された。
1950年完成を目指したが、物資の調達の困難から計画は縮小され、1950年にはドッジラインによる国の財政立て直し政策により、全体計画が縮小されて再検討五ヵ年計画が練られたが、本庄村では当初の128.9haに対し再検討計画では134.8haに増えている。復興事業は合併後に神戸市へと引き継がれた。
1950年6月、街路などの整備にしたがって町名が変更され、小字が廃統合・均一化されて、多くの小字名が消えた。

### 神戸市への編入
本庄村には甲南市や灘市といった合併構想があったが、いずれも実現しなかった。
東の精道村は単独で市制し、西の御影町・住吉村・魚崎町は昭和25年4月に神戸市へ早々に編入されている。戦後の合併の基底にはGHQの指示による財政改革による財政難やシャウプ勧告による合併の促進の保持などの要求などがあった。
本庄村の場合、芦屋市との相互の解消合併(合体)を行うか、神戸市に編入するかが問題となった。
甲南市建設計画が立ち消えになると、1948年12月24日に芦屋市より本山・本庄両村との解消合併新市建設の申し入れがあったが、本山村は魚崎町も含める事を求め、これが不可能となると1949年4月27日の本山・本庄両村の議員懇談会で、芦屋市との合併には応じられないとして、以後芦屋市と本庄村との合併案に切り替わる。
神戸市の方からも1949年以降は御影・住吉・魚崎3ヶ町村との合併の見込みがついてきたので、本山・本庄までも含めた5ヶ町村との合併の気運が強くなった。これを受け、本庄村でも同12月5日、村会に合併の為の特別委員会を設けて神戸・芦屋両市案の検討を始めた。
戦前以来の都市計画区域と港湾整備の問題、そして何よりも水害と戦災で逼迫した財政を救う事のできる神戸市の経済規模は魅力であり、1950年2月29日、村会に置かれた自治振興委員会において、芦屋市との合併を断る事とし、それまでの回答を保留するという閣議決定が行われた。しかし、本庄村にとって芦屋市は縁の強い場所であり、通勤先・日常品の購入先・警察や消防の管轄元であり、芦屋市との解消合併の方が自然であるとして、村内でもそれを望む声は大きかった。
当時の阪神間の中小新聞も『民声新聞』（西宮市高木）や『摂津又新日報』（神戸市東灘区住吉町）が神戸市編入を、『西摂新報』（西宮市六湛寺町）が芦屋市編入を支持し、互いに激しく論戦した。そんな中、本山村での住民投票の結果が発表され、僅差で神戸市への編入が決定された事は本庄村にも影響を与えた。
依然芦屋市との合併意見は強く、3月20日には一度断る方向だった芦屋市との合併を再検討する事に決定した。こうして同市担当者と何度か交渉に至ったが、本山村が離脱してはそもそも芦屋の提唱した人口10万人に届かない事や、財政面での条件で折り合いが付かなかったため、6月2日の村会において、芦屋市との合併案は否決された。
こうして神戸市への編入に動き出した本庄村は、6月8日に合併のための仮調印、7月24日には正式調印を神戸市との間で取り交わした。ところが芦屋市との合併を求める村民から、住民投票など村民の意思を問うことなしに神戸市への編入を村が決定した事に対し反発が強まり、村会に対してリコール運動が展開された。
正式調印が行われた6月24日から運動は始まり、7月7日にはリコール成立に必要な法定数2305名を大きく上回る3608名の署名が本庄村選挙管理委員会に提出された。選挙管理委員会は署名簿と選挙人名簿の照合を行い、2930人の署名を有効とし、7月25日から役場会議室で縦覧に供した。ところが、このうち1636名の署名が代筆であると異議が出た。また、8月7日、永井庄左衛門村長と細井重治郎議長は地方自治法に基づいて、兵庫県選挙管理委員会に、本庄村選挙管理委員会へ厳正な指揮監督を陳情している。結果、8月15日、本庄村選挙管理委員会は法定数を僅かに下回る2266名の署名を有効と認定し、リコールが不成立となった。これに対しリコール派はこれを不服として神戸地裁に行政訴訟の提訴を行った。この間、選挙管理委員が辞任する騒ぎになるなど村を二分する大問題となっていた。
リコールを巡る村内の対立の激しさから、当初予定の9月編入は見送られ、一時は本山のみの実施も検討された。丁度この時ジェーン台風が近畿地方を襲い、村民の七割が被災し、被害金額は5000万円にも達し、このまま合併できなければ財政が収拾のつかないところまで落ち込む危険があった
こうして10月5日には最終的な兵庫県会の承認を得、7日付の県報で告示、10月10日、本庄・本山両村は神戸市へと編入された。
リコール派の運動は引き続いたが、11月2日岸田兵庫県知事、細見県会議長の調停のもとに神戸市及び両派の代表が会合を持ち、地区住民の親和を兼ねて地域の問題を研究討議する研究会を組織し、両派から地域運営に協力する旨の合意を得た。一切の提訴告発が取り下げられ、地域内の争いも和解を遂げた。
後の1969年に西青木・青木・深江の各財産区が発足している。

## 歴代村長
1. 寺田市郎右衛門（明治22年4月 - 25年7月）
江戸時代創業の青木の酒造家。彼の家系は寛政5年（1793年）の酒造家寺田屋市郎兵衛、幕末の寺田屋市郎兵衛・寺田屋市郎右衛門が確認できる。村の発足時は彼の離れ座敷を役場として使用した。明治25年（1892年）頃、酒蔵を笹田伝左衛門に譲り、後のマルカン酢となった。
2. 履輪七郎兵衛（明治26年3月 - 27年1月）
江戸時代創業の青木の酒造家で屋号は灘屋。彼の家の過去帳によると享保7年（1722年）死亡の七郎兵衛より代々七郎兵衛を襲名している。また、明治新政府に協力し、会計局に出資している。彼は養子で、青木村の焼酎醸造業沢上庄左衛門の三男弥太郎だった。大正3年（1914年）8月8日死亡、享年58。
3. 岡田正蔵（明治27年12月 - 28年12月）
彼の家は深江村の元網元にして地主だった。代々茂左衛門を襲名し、庄屋など村役人を務めた。彼は七代目茂左衛門（松蔵）の長男として安政元年（1854年）生まれ、明治10年に家督を相続した。妻いくが有馬郡日西原（現・神戸市北区大沢町日西原）出身であったため三田米を仕入れて酒造を営み「正蔵」の銘柄で売り出したが、温度管理に失敗して醤油醸造に転向したという[16]。その後深江村外三ヶ村副戸長となり、明治24年・25年深江村惣代となり、村長となった。昭和9年（1934年）2月10日死去。
4. 岡田善蔵（明治28年12月 - 32年12月）
文久2年（1862年）11月5日、茂左衛門（松蔵）の三男として生まれ、明治20年（1887年）に分家を起こし南岡田家の祖となる。明治25年の選挙で村会議員となり、兄正蔵に引き続いて村長となった。
5. 薩谷寅之助（明治32年12月 - 34年3月）
青木の素麺業。先代薩谷治衛門は明治19年（1886年）の「摂州灘素麺営業組合」の会員に名前があり[17]、明治26年の副頭取選挙に関する兵庫県知事への届け中に「組合頭取」とある[18]。明治41年12月3日、48歳で没。
6. 岡田善蔵（明治34年4月 - 36年8月）
明治35年1月4日、1500円余をかけ村役場を新築。また明治36年青木字大倉田一七九番地に避病院を新設。村長退任後の36年9月、武庫郡会議員に選出され40年まで続ける。
7. 福井辰蔵（明治36年8月 - 40年6月）
西青木の地主。江戸時代は庄屋も務めた家系。現在埋立てられて神戸市立福池小学校の建っている福井池と呼ばれた溜池は福井家のものだったと言われる。
8. 岡田善蔵（明治40年6月 - 大正2年6月）
武庫郡会議員を退任して村長に再就任。さらに在任中の明治44年9月の郡会議員に選出され大正2年まで村長と兼任、後大正4年9月に郡会議員に再選し12年郡制廃止までこれを務め、大正6年2月から1年間は郡会議長だった。明治43年に作られた武庫郡水産組合の副組合長や組長を歴任し、漁場争いなどをしばしば仲裁した。大正10年（1921年）兵庫県水産組合連合会が法改正で改組された際は組長職にあり、武庫郡水産組合と兵庫県水産組合連合会双方から長年の功績を表彰された。また、大正3年には村会議員を兼任しながら芦屋川改修で精道村と交渉し、7年に村会決議により木村梅太郎村長から感謝状を贈られている。村長・議員退職後も深江区長などを務め、津知川改修や深江の区画整理に尽力した。昭和12年（1937年）4月30日死去。
9. 深山広三郎（大正2年6月 - 6年6月）
明治元年（1868年）5月2日川辺郡稲野村のうち野間村生まれ。旧姓稲垣。岡山県立医学校、愛知医学校、京都医学校などで学び、明治27年開業、29年に深山玄碩の長女ていと結婚して婿養子となる。養父玄碩は明治8年、西宮に神戸病院分院を設置して西宮最初の西洋医として知られる他、町会議員、事業家も務めた。彼は日清戦争・日露戦争に軍医として従軍、精道尋常高等小学校、青木尋常小学校医などを歴任。明治30年本庄村に在郷軍人会を設立して会長となった。村長就任とともに辞任するも、退任後に分会長となった。大正4年（1915年）から6年にかけて芦屋川を精道村と共同で改修。同5年から精道村と深江村組合伝染病隔離病院を建設。また、川崎商船学校を誘致。高齢者の養壱会を組織。就学を推進。親睦団体深交倶楽部を組織し、会長を務めた。明治15年9月12日死去。
10. 木村梅太郎（大正6年6月 - 昭和4年6月）
明治元年3月28日生まれ。素麺業を営み、現・青木二丁目16番16号に素麺蔵を有した。長屋の賃貸も行ったという。明治20年ごろには鮮魚卸し市場も経営。大正15年（1926年）本山村・魚崎町・住吉村と共同で火葬場事業組合を設立し、火葬場を本山村の田中字南小路四二二番地と岡本字六甲山一三一四番地にそれぞれ開設、さらに昭和3年（1928年）新築落成。昭和4年には本庄村役場を鉄筋コンクリートに建替えている。消防組頭を3期務め、漁業組合長、水産組合長、摂海協会県代議員、農会長などを歴任。青木二丁目5番18号の自宅には戦時中高射砲が設置されたという。昭和21年3月31日死去。長男甲辰は青木財産区管理会初代会長。
11. 松井善太郎（昭和4年6月 - 16年6月）
明治4年（1871年）4月1日、深江村松井善太郎（音吉）の長男として誕生。彼の家は祖父の代から善太郎を襲名して明治初期に焼酎を醸造していた。幼名は政吉。明治24年近衛歩兵に入隊。4年後満期除隊。明治30年、九代目村長深山広三郎らと在郷軍人会を本村に結成。自身の回顧によれば、日清戦争終了後に菟原郡の神職たちが戦死者のための忠魂碑建立の運動を始め、岡本梅林内に建立したが除幕式で統制ある行動が取れなかった事に団体行動をとれる人材育成の必要性を痛感し、在郷軍人会の設立に至ったという。明治39年、家督相続により善太郎を襲名。同45年深江区長に当選。大正2年（1913年）本庄村村会議員に当選。昭和4年（1929年）4月に議員の任期が満了となり、同年6月に村長となった。同8年再選し、12年に三選。昭和11年に3市2町11ヵ村と阪神上水道市町村組合を設立。本庄小学校を鉄筋コンクリート3階建てにした。室戸台風や阪神大水害からの復興を指揮。工場を誘致。昭和20年隠居し同年9月30日死去。
12. 岡田茂左衛門（昭和16年6月 - 20年6月）
明治5年（1872年）2月21日、神津村桑津（現・伊丹市域）の林家の四男として誕生。幼名は正市。三代目村長岡田正蔵の長女ゑいと結婚して、明治22年、東岡田家を創立。明治43年に村会議員当選。以後3選された。大正10年宗家嗣子徳三郎の死去により、宗家に入り、昭和9年正蔵から家督を相続して茂左衛門を襲名。深江区画整理組合の組合長などを歴任。太平洋戦争開戦の年村長となり、国歌総動員体制中、隣保制度の整備、物資配給、出征軍人の家族支援に尽力。川西航空機甲南工場の操業では資材不足の中、上水道の整備に苦心。戦時中だったが村立幼稚園や村立診療所を建設。村役場で空襲に見舞われた事がある。昭和24年10月2日死去。
13. 岩谷省三（昭和20年6月 - 21年12月）
明治25年（1892年）11月23日生まれ。御影師範学校卒。大石小学校など神戸・阪神間で教鞭をとり、甲東小学校校長を経、昭和4年（1929年）修身担当の訓導兼校長として本庄小学校に赴任。同18年助役となり、20年に村長となる。助役時代、軍需工場の労働力として徴発された女性たちのために戦時保育所を発案、昭和20年開設。戦後復興も彼の発案で独自の計画に着手するも政府が戦災復興を法制化したため中止。戦後公職追放となり退職。昭和22年9月、芦屋市との合併問題を研究する阪神西部6ヵ市町村合併調査委員会の調査事務局長を委託された。歴史に造詣が深く、昭和21年10月深江の文化交流団体「深交くらぶ」結成時に発会式の記念公演会講師として招かれ「阪神沿線の文化の沿革」と題して講演[19]。昭和23年10月9日夜、深江で講演中に倒れ、翌9日帰らぬ人となった。生前は多くの生徒から慕われ、死後教え子たちが遺徳を偲んで本庄墓地に墓碑を建立した。
  - （村長代理）大田垣正雄（昭和21年12月 - 昭和22年4月）
明治42年（1909年）6月21日、但馬の生まれ。昭和13年まで本庄村役場に勤め退職するも、昭和16年6月再採用され主事。庶務課長、水道課長兼務などを経て、昭和21年12月助役。岩谷村長が同月公職追放になった後、村長代理となる。戦時中、工場進出に伴う水道確保に苦労。戦後復興のため起債などに奔走。合併まで助役を務め、その後は東灘区役所本庄出張所長となり、市立勤労会館館長となって、昭和40年に定年退職。その後、神戸東冷蔵常務取締役、六甲有馬ロープウェー総務部長、大洋化工常務取締役を経て、財産区管理会会長。2007年7月9日死去。
14. 永井庄左衛門（昭和22年4月 - 25年10月）
深江で代々農業を営む家柄で、明治初期の庄左衛門は深江村戸長などを歴任。彼は明治24年（1891年）10月5日、庄左衛門（豊太郎）の三男卯一郎として生まれる。大正14年（1925年）家督相続して庄左衛門を襲名。昭和4年（1929年）・8年・12年・17年と村会議員に連続当選。戦前戦後を通し深江区長や深江地区町内会連合会長などを歴任。戦後最初で最後の公選村長に無投票で選ばれた。1950年10月、財産区協議会の顧問相談役に就任。1976年5月16日死去。

## 施設
村社
- 春日神社
- 八坂神社
- 大日霊女神社

仏閣
- 青木山西林寺
- 香雲山無量寺
- 永井山正寿寺

## 参考資料
- 本庄村史編纂委員会 編『本庄村史 : 神戸市東灘区深江・青木・西青木のあゆみ. 歴史編』本庄村史編纂委員会、2008年。
- 武庫郡教育会 編『武庫郡誌』1921年（大正10年）。
- 編著者 道谷卓 編『うはらの歴史再発見 〜ちょっと昔の東灘〜』東灘復興記念事業委員会、東灘区役所、2000年（平成12年）。